# Cantonul Annecy-Nord-Est
Cantonul Annecy-Nord-Est este un canton din arondismentul Annecy, departamentul Haute-Savoie, regiunea Rhône-Alpes, Franța.

## Comune
- Annecy (parțial)